# Daktyliothek

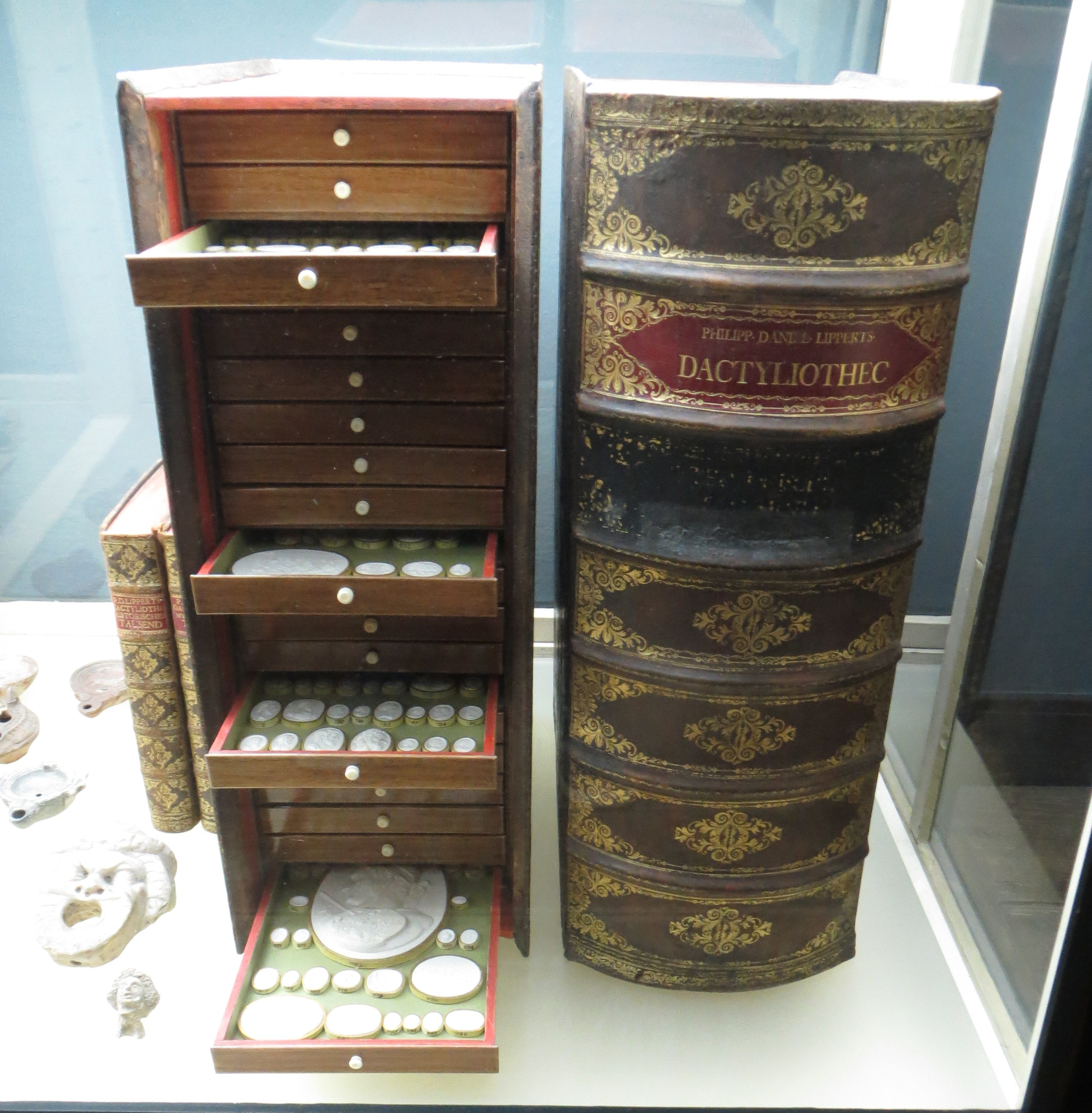
Daktyliothek von Philipp Daniel Lippert, Exemplar des St.-Annen-Museums, Lübeck

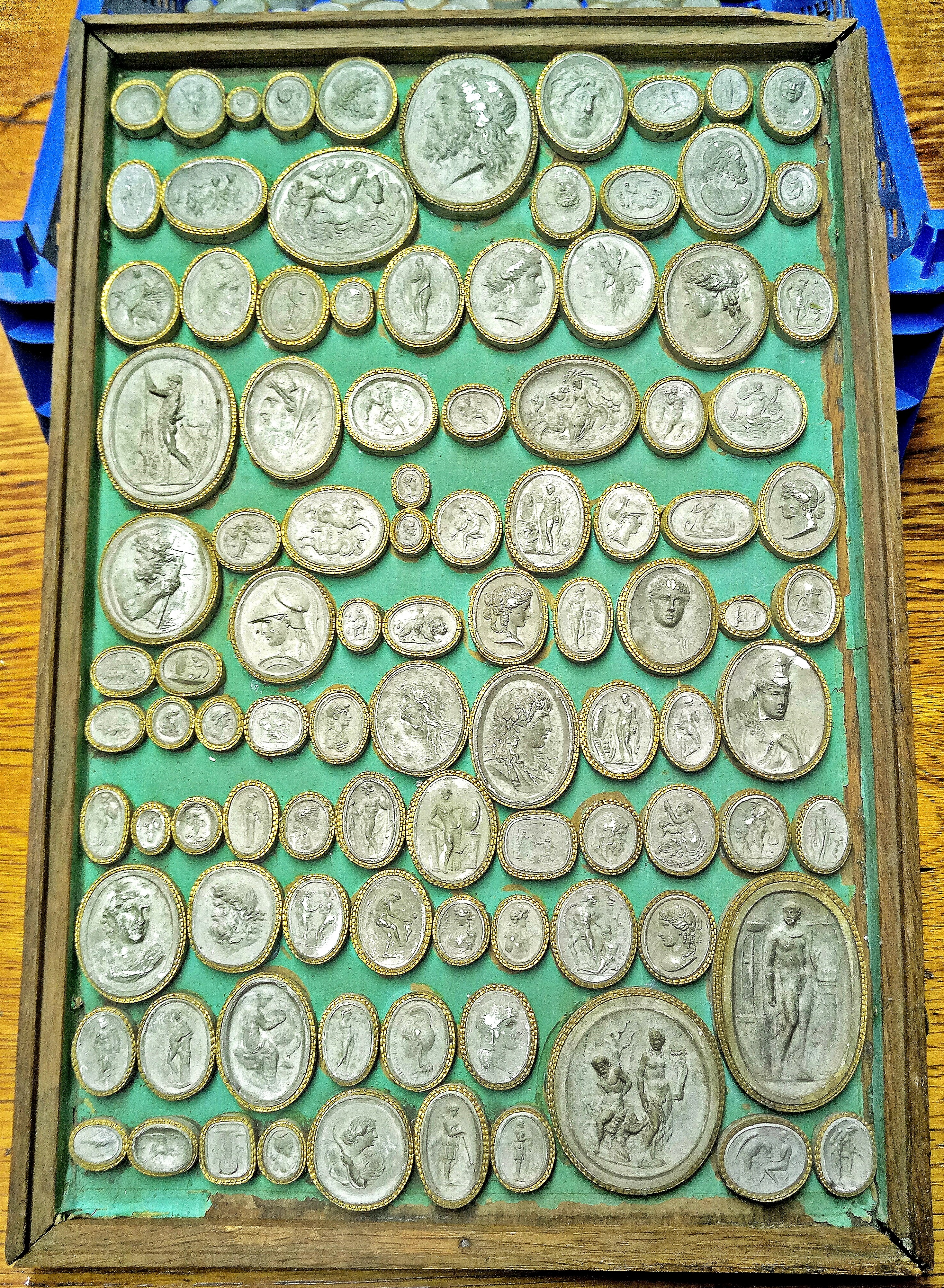
1 Schubrahmen Gemmen aus Philipp Daniel Lipperts „Dactyliotheca Universalis“

Eine Daktyliothek (griech.: daktyliothekē, Ringbehälter, Ringkästchen; auch Daktylothek) war ursprünglich eine Sammlung antiker (Siegel)ringe. Später wurde der Begriff hauptsächlich für eine Sammlung von Abdrücken geschnittener Schmuck- oder Edelsteine (Gemmen oder Kameen) verwendet, wobei die Sammlung auch Originale enthalten kann.
Im 18. Jahrhundert erfreuten sich Nachbildungen und Abdrücke in Gips, Siegellack, Schwefel oder Wachs von glyptischen – also von durch die plastische Bearbeitung von Schmucksteinen und Edelsteinen, Bergkristall und ähnlichen Steinsorten mit Hilfe von Schneid- und Schleifgeräten hergestellten – Produkten zunehmender Beliebtheit. Sie waren preiswerter als die Originale mit ihrem höheren Materialwert, die außerdem aufgrund ihrer Seltenheit einen hohen Sammlerwert besaßen. Diese Nachbildungen wurden vor allem wegen ihres Aussagewerts über die Kunst und Kultur der jeweiligen Epoche beachtet. Manche bedeutende Statue war noch gar nicht wiederentdeckt oder geborgen – und doch kannte sie der Sammler bereits aus einer in Stein geschnittenen antiken Abbildung. Der Besitz einer Sammlung von Originalen bzw. Nachbildungen von Werken der Glyptik war in der aufgeklärten bürgerlichen Welt der zweiten Hälfte des 18. Jahrhunderts und zu Beginn des 19. Jahrhunderts gewissermaßen ein Zeugnis für die Zugehörigkeit zur gebildeten gesellschaftlichen Schicht. Im Jahr 1832 wurde bekannt, dass es sich bei den angeblich antiken Gemmen der Sammlung des Prinzen Stanislaus Poniatowski (1754–1833) um Stücke handelte, die von zeitgenössischen Gemmenschneidern angefertigt worden waren. Als Folge dieses Skandals nahm das Interesse an Gemmen (und ihren Abdrucken) ab.
Die älteste Daktyliothek in Rom stammte von Scaurus. Auch Mithridates besaß eine reiche Daktyliothek, die sein Bezwinger Pompejus nach Rom ins Kapitol bringen ließ und dem Iuppiter weihte. 
Zu den wichtigsten Sammlungen gehören heute die große Kameen von unschätzbarem Wert umfassende Daktyliothek in der Nationalbibliothek in Paris, in der Eremitage, in den Uffizien, im Kunsthistorischen Museum in Wien, Neapel und Den Haag.
Im deutschen Raum besonders bekannt ist die Daktyliothek von Philipp Daniel Lippert (1702–1785) in Dresden. Große Bedeutung hat hierbei auch die Sammlung König Friedrichs II., der die Sammlung des Barons Philipp von Stosch erworben hatte. Die Lippertsche Daktylothek war wegen ihres Umfanges sehr teuer und somit nicht für jedermann erschwinglich. Es gibt daher auch Daktylotheken kleineren Umfanges. Großherzog Carl August von Sachsen-Weimar erwarb für 200 Taler die Lippertsche Daktyliothek und teilte dies seinem Freund Goethe am 16. September 1825 mit.